# てつめいギャラリー

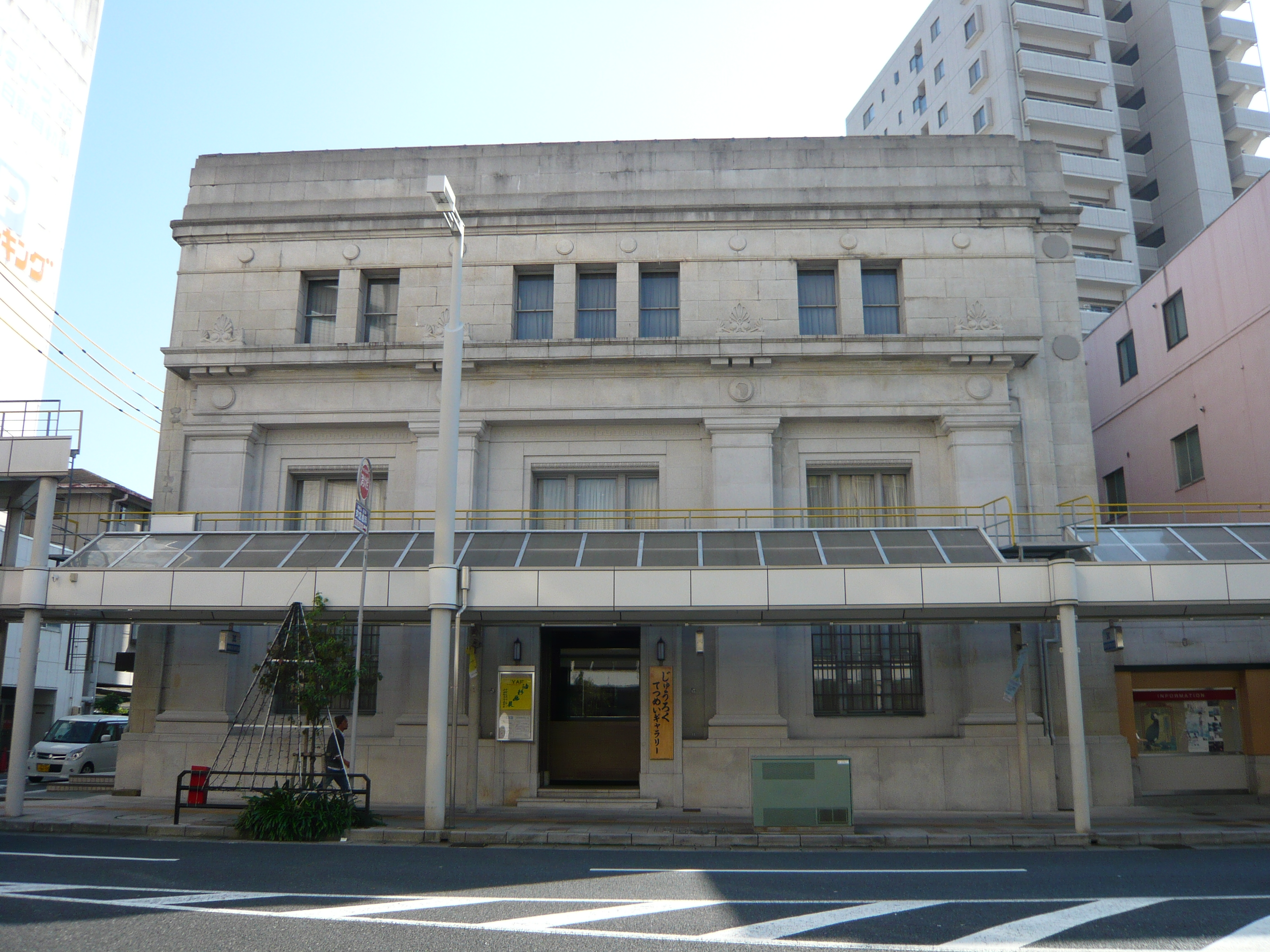
てつめいギャラリー

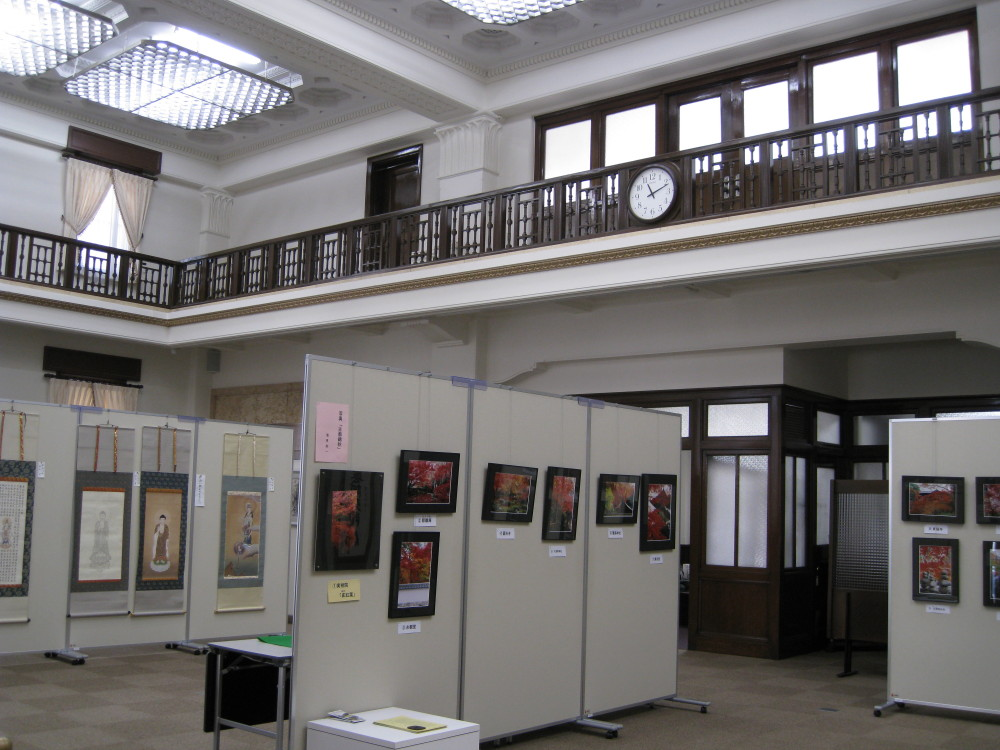
展示風景

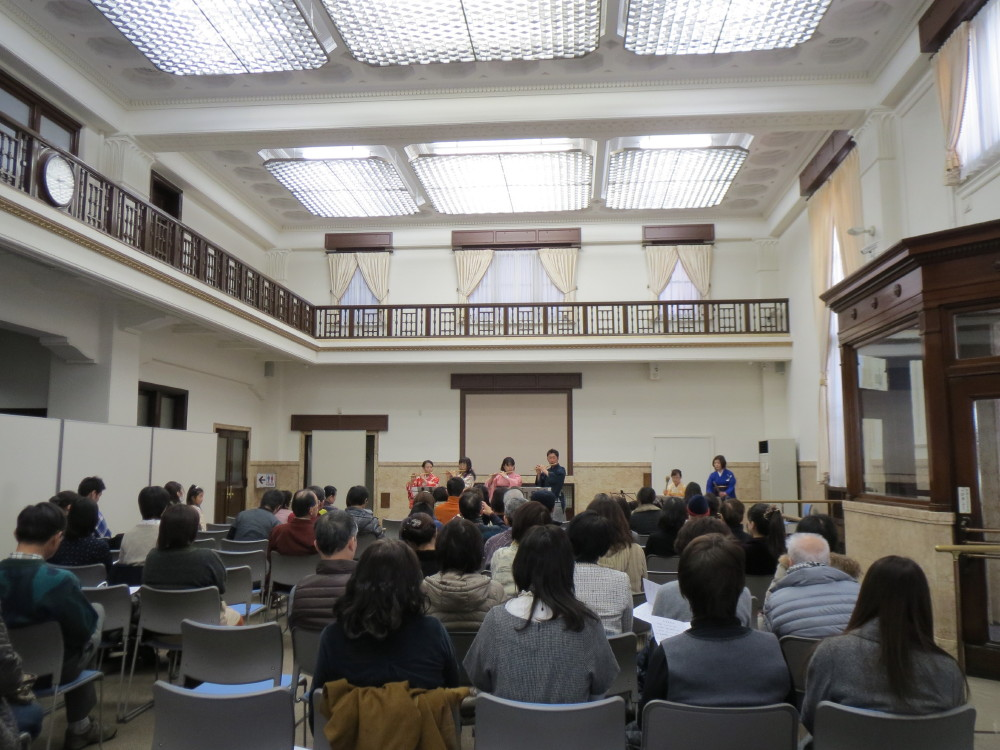
コンサート風景

てつめいギャラリーは、岐阜県岐阜市にある十六銀行が管理運営する市民ギャラリーである。

## 概要
十六銀行が創立130周年記念事業の一環として、2005年10月に廃店した徹明支店の建物を改修後、2007年9月4日に開館した。 地域の文化活動を支援することを目的とし、展示スペースを市民に無料で貸し出している。そのため、営利目的の展示は出来ない。入場料は無料である。
1937年に建築され岐阜空襲の戦火を逃れた数少ない近代建築のひとつであり、1998年に「十六銀行徹明支店」として岐阜市の都市景観重要建築物の指定を受けている。そのため「てつめいギャラリー十六銀行旧徹明支店」と表記される場合がある。

## 沿革
- 1937年（昭和12年）6月 - 岐阜貯蓄銀行本店として建築される。
- 1943年（昭和18年）12月 - 十六銀行との合併により十六銀行徹明支店となる。
- 1998年（平成10年） - 岐阜市の都市景観重要建築物に指定される。
- 2005年（平成17年）10月 - 廃店。
- 2007年（平成19年）9月4日 - 市民ギャラリー「てつめいギャラリー」開館。

## 管理運営
てつめいギャラリー
- 住所：〒500-8879 岐阜県岐阜市徹明通1-3